# Asmate adustata
Asmate adustata là một loài bướm đêm trong họ Geometridae.